# Armand Migiani
Armand Migiani, né le 22 janvier 1919 à Monte Grimano (Italie) et mort le 28 octobre 2008 à Précy, est un musicien français qui a notamment interprété, souvent sous le nom Armand Migiani et son orchestre, et arrangé des musiques de films et de séries TV.

## Biographie
Il a été membre de Aimé Barelli et son orchestre

## Discographie
Indicatif du feuilleton TV « Janique aimée » (1963).